# Meester van Otto van Moerdrecht

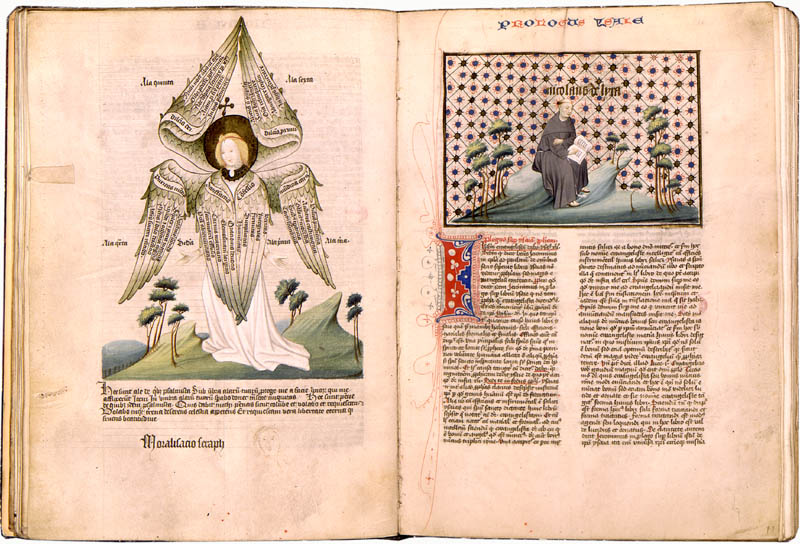
Boekverluchtingen door de kunstenaar in het voor Otto van Moerdrecht vervaardigde werk.

Meester(s) van Otto van Moerdrecht was een anoniem gebleven laatmiddeleeuwse kunstenaar of groep kunstenaars die in de Noordelijke en Zuidelijke Nederlanden werkzaam was in de boekverluchting.
De noodnaam is ontleend aan een verluchte editie van Nicolaus de Lyras Postillae in Prophetas dat rond 1424 in opdracht van de Utrechtse geestelijke Otto van Moerdrecht werd vervaardigd (Universiteitsbibliotheek Utrecht, Hs. 252). Aan het oeuvre van de kunstenaar(s) wordt ook een gedeelte van de Nederlandse Historiebijbel en een gedeelte van het Bout Psalter-Getijdenboek toegeschreven.